# 艾斯卡托巴 (阿拉巴馬州)
艾斯科托巴（英語：Escatawpa）是位於美國阿拉巴馬州華盛頓縣的一個非建制地區。該地的面積和人口皆未知。

## 地理
艾斯科托巴的座標為31°17′23″N 88°23′14″W / 31.28972°N 88.38722°W，而該地的平均海拔高度為52米（即171英尺）。